# Tramlijn 54 (NMVB)/Antwerpen
Tramlijn 54 is een voormalige tramlijn die Aartselaar via Reet met Rumst verbond.

## Geschiedenis
Lijn 54 vormde oorspronkelijk een deel van de tramverbinding Antwerpen - Mechelen. In 1932 kwam er een verbinding tot stand via Boom (lijn 52) en verschrompelde het traject via Reet tot en zijlijn.
De kapitalen van de lijnen Antwerpen - Rumst, Mechelen - Rumst en Rumst - Lier (latere lijn 53) werden samengevoegd op 18 maart 1899. De werken voor de aanleg van de lijn Antwerpen - Reet - Rumst zijn uitgeschreven, maar men diende te wachten op de beslissing van de spoorwegen in verband met de aanleg van een brug over de spoorlijn Boom - Mortsel in Reet. Op 1 oktober 1900 opende het baanvak Rumst - Reet en een jaar later op 15 oktober opende het baanvak tot Aartselaar en Antwerpen.
Op 1 april 1920 neemt de NMVB de exploitatie over in eigen beheer en werd de lijn omgebouwd tot meterspoor. Op 6 april 1932 kwam de elektrische tram in dienst. Naar Antwerpen werd er vanaf dan enkel in de spits gereden en ook enkel tot het oude eindpunt Antwerpen-Zwemdok.
De tramdiensten werden gestaakt op 15 mei 1940 wegens de Duitse inval. Op 24 mei 1940 reden de trams terug. Het eindpunt werd in Antwerpen van het Zwemdok naar de Victorieplaats (huidige Franklin Rooseveltplaats) verplaatst op 15 juli 1940. Op 4 september 1944 werden rond het middaguur alle trams naar de stelplaatsen geroepen vanwege het naderende bevrijdingsleger. Vanaf 6 september reden er opnieuw trams tussen Rumst en Aartselaar volgens een 2 uurdienst, met in de spits trams tot Mechelen.
op 31 december 1953 reed de laatste tram op lijn 54. Alle sporen werden in 1955 opgebroken, behalve in de dorpskom van Aartselaar waar ze verdwenen in 1956.  

## Stations en stelplaatsen

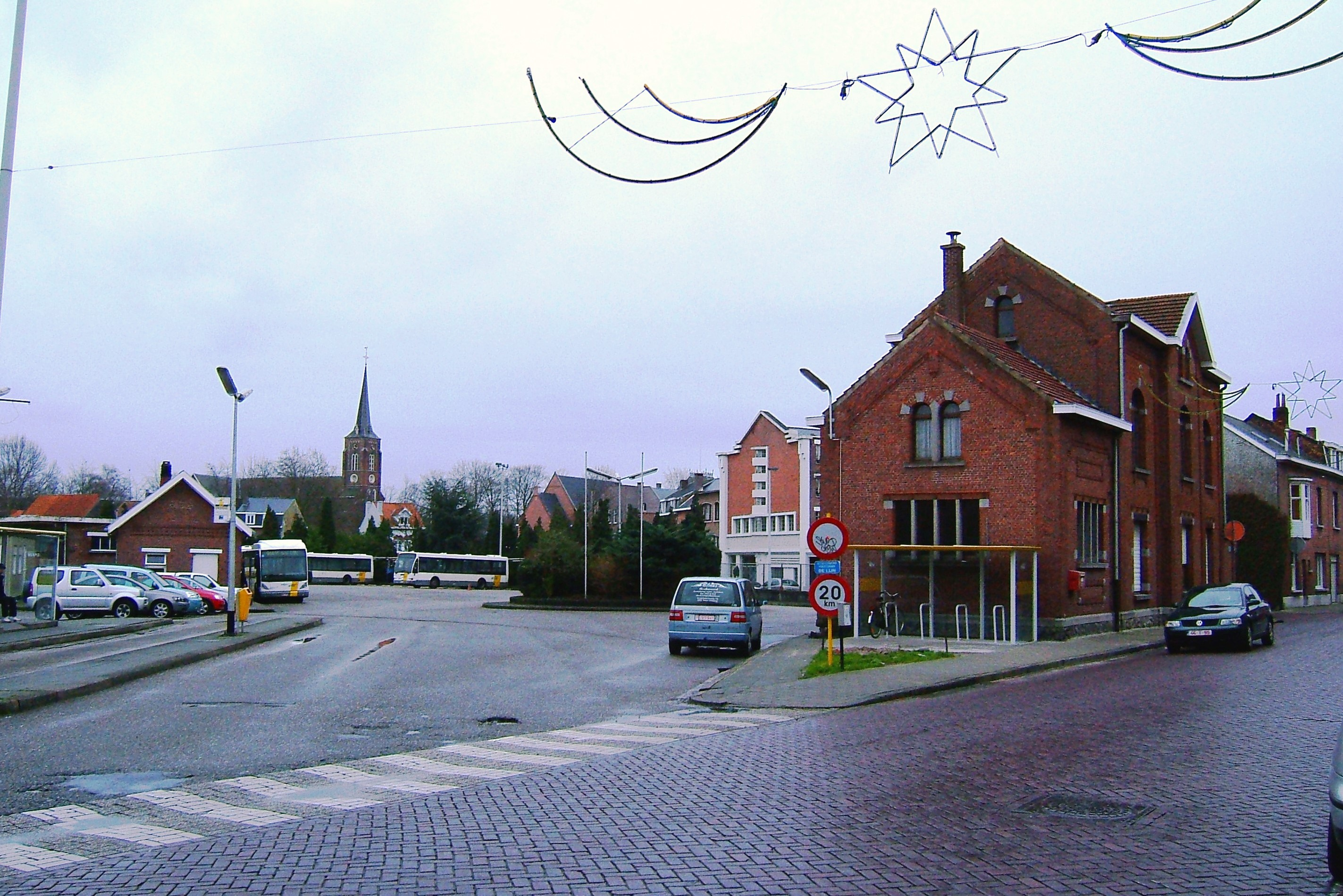
stelplaats Rumst in 2007

- Rumst: aan het knooppunt Rumst lag een station en stelplaats. Beiden liggen er nog altijd. De stelplaats is nog in gebruik door De Lijn en het station zou worden overgekocht door de gemeente (2024).
- Reet: hier was een overslag met de spoorwegen. Deze installatie werd gesloten in maart 1953.

## Lijnaanduiding

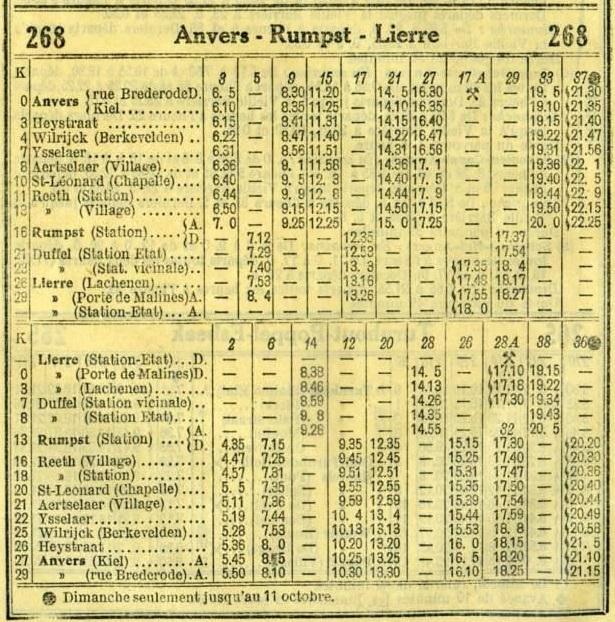
zomer dienstregeling 1931.

Na de elektrificatie in 1932 kwamen lijn A (Antwerpen - Reet - Rumst) met blauw koersbord en lijn R (Aartselaar - Reet - Mechelen) met geel koersbord in dienst. 
Op 4 november 1935 werden de lijnen hernummerd. Lijn A werd lijn 51 (blauw koersbord). Lijn R werd lijn 54 (geel koersbord) en werd doorgetrokken tot Antwerpen. 
Vanaf september 1938 werd de structuur nogmaals veranderd. Lijn 51 verdwijnt. Lijn 54 reed vanaf dan enkel nog tijdens de spits tot Antwerpen en kreeg een groen koersbord, maar soms bleef het geel gebruikt. Na de Tweede Wereldoorlog reed de tram enkel nog af en toe tot Mechelen. 

### Internet
- Belgium Vicinal Railways
- https://www.vrt.be/vrtnws/nl/2024/01/08/rumst-wil-oude-tramgebouw-tweede-leven-geven/

### Boeken
- NEYENS, J.,  De Buurtspoorwegen In De Provincie Antwerpen 1885-1968, uitgeverij VAN IN Lier, 1969.
- KEUTGENS, E., Een eeuw mobiel met tram en bus, uitgeverij N.V. De Vlijt Antwerpen, 1986.
- BASTAENS, R., De Buurtspoorwegen In De Provincie Antwerpen, uitgegeven door VZW De Poldertram, 2009.